# El diario de Eva
El diario de Eva (por una temporada llamado El diario de Eva y tú) fue un programa de televisión de entrevistas chileno transmitido por Chilevisión, y conducido por la española Eva Gómez. Seguía un formato similar al resto de los programas de su especie, inspirado en el programa español El diario de Patricia; dos o más personas tratan problemas personales frente a la conductora y al público, y tratan de solucionarlos.

## Historia
El programa se remonta en marzo de 2003, siendo emitido grabado de lunes a viernes en horario matinal (9:00 horas), y enfocado al tratamiento de problemas sociales como la violencia intrafamiliar, conflictos económicos, adicciones, entre otros. Con la aparición del programa La jueza en marzo de 2007, el programa se cambió al horario de la tarde, a las 16:30 horas.
El 18 de abril de 2007, en el programa se reveló el resultado de una prueba de paternidad, que demostró que un menor de edad no era hijo de quien se suponía era su padre. Este episodio provocó una polémica que terminó con una amonestación del Consejo Nacional de Televisión (CNTV), y el replanteamiento del espacio. Fue así como se trasladó nuevamente de horario, esta vez de 17:00 a 18:00 horas, haciendo un enroque con el segmento juvenil Invasión. El cambio de horario trajo buenos índices de sintonía, y además el programa dejó de emitirse en vivo, para evitar episodios como el del test de ADN.
En noviembre del mismo año, al comienzo del programa de concursos Yingo, el programa fue cambiado nuevamente de horario, transmitiéndose de lunes a viernes de 17:30 a 19:00 horas, horario que se mantenía en ese entonces, extendiéndose media hora y eliminando el programa de dibujos animados juvenil Invasión, acortándolo sólo para el día sábado. 
Con el tiempo, el programa dejó los temas polémicos y se centró en conflictos triviales de la juventud, aprovechando las diversas tribus urbanas, tendencias musicales y visuales que han surgido en los últimos años. Así El diario de Eva se transformó en tribuna para jóvenes autodefinidos como emos, screamos, góticos, pokemones, cosplay, peloláis, pósers, visuals, entre otros, descubriendo un nicho que explotar con buenos resultados de audiencia, y que muchos otros programas imitarían (Yingo (después de un tiempo de comenzado), Buenos días a todos, entre otros), aunque manteniendo su formato de talk show. 
El programa, si bien acaparó espacio para las llamadas tribus urbanas, también generó mucho rechazo por parte de muchos jóvenes pertenecientes a las mismas. Dicen que el programa se aprovechó de estos grupos para generar dinero y atraer mayor audiencia a partir de caricaturas alejadas de la realidad de estas tribus urbanas. 
Dentro del programa se crearon secciones como "Súper talentos", donde se pretende encontrar talentos juveniles en diversas áreas como el canto y el baile, siendo evaluados por un jurado. En el segundo semestre de 2008, a Eva Gómez le fue hallado un quiste en sus cuerdas vocales, por lo que fue reemplazada por un tiempo por Julián Elfenbein.
El 2 de marzo de 2009, comienza una nueva temporada, y el programa cambia su nombre a El diario de Eva y tú, puesto que ahora retornaría al formato de programa femenino. Sin embargo, al siguiente año, el nombre del programa vuelve a ser El diario de Eva, debido probablemente a que la gente al referirse al programa acostumbra a hacerlo así.
En diciembre de 2010, Eva Gómez salió de pantalla ya que se concentraría en la conducción del Festival de Viña por lo que fue reemplazada en la conducción por la abogada Carmen Gloria Arroyo hasta el 31 de diciembre, fecha en la que el programa terminó su temporada, sin nunca retomar el inicio de un nuevo ciclo.

## Trivia
- A partir de este programa surgió la serie para horario estelar Historias de Eva, la cual muestra historias dramatizadas que están basadas en casos reales contados en El diario de Eva.
- Ernesto Belloni ha realizado durante 2007 y 2008 una parodia de El diario de Eva en el programa nocturno de Mega, Morandé con Compañía, titulada El diario del Brea (sic).